# Flying Junior
Le Flying Junior, ou FJ, est une classe de dériveur de série internationale qui a été conçue à l'origine en 1955 en Hollande par les architectes navals Van Essen et Conrad Gülcher. Le FJ a été construit pour servir de bateau d'entraînement pour la série olympique à deux équipiers courue sur des Flying Dutchman.

## Historique
En 1960, une organisation propre à la classe Flying Junior est constituée et le FJ accède au statut de série internationale en 1969. Ce statut de classe impose un respect aux règles de classe et à organiser régulièrement des régates internationales.
Tous les documents sur l'histoire de la FJ International peuvent être consultés à l'Scheepvaartsmuseum national à Amsterdam
Dans les années 2000, la FJ est encore pratiquée au Japon, Canada, Allemagne, Italie, Belgique, Pays-Bas et États-Unis. Aux États-Unis, de nombreuses écoles de voile de haut niveau et associations universitaires possèdent une flotte de Flying Junior. Les collèges et les programmes de l'école secondaire aux États-Unis utilisent une version du FJ connue sous le nom Club FJ. Ce bateau est légèrement différent du FJ international en ce qu'il n'utilise pas de trapèze et possède un  plus petit spinnaker.

## Description
Le FJ a une longueur de 4 mètres et une surface de voilure totale de 9.3 mètres carrés (100 pieds carrés). Ces dimensions font, à l'époque, du FJ une classe idéale pour enseigner aux jeunes marins l'art de la régate.